# گمینا اوکسا
گمینا اوکسا (به لهستانی:  Gmina Oksa) یک گمینا در لهستان است که در شهرستان یندژیوف واقع شده‌است. گمینا اوکسا ۹۰٫۲۶ کیلومتر مربع مساحت و ۴٬۸۷۹ نفر جمعیت دارد.